# Bejsce (gromada)
Bejsce – dawna gromada, czyli najmniejsza jednostka podziału terytorialnego Polskiej Rzeczypospolitej Ludowej w latach 1954–1972.
Gromady, z gromadzkimi radami narodowymi (GRN) jako organami władzy najniższego stopnia na wsi, funkcjonowały od reformy reorganizującej administrację wiejską przeprowadzonej jesienią 1954 do momentu ich zniesienia z dniem 1 stycznia 1973, tym samym wypierając organizację gminną w latach 1954–1972.
Gromadę Bejsce z siedzibą GRN w Bejscach utworzono – jako jedną z 8759 gromad na obszarze Polski – w powiecie pińczowskim w woj. kieleckim, na mocy uchwały nr 13h/54 WRN w Kielcach z dnia 29 września 1954. W skład jednostki weszły obszary dotychczasowych gromad Bejsce, Morawiany i Zbeltowice ze zniesionej gminy Bejsce w tymże powiecie. Dla gromady ustalono 18 członków gromadzkiej rady narodowej.
1 stycznia 1956 gromada weszła w skład nowo utworzonego powiatu kazimierskiego w tymże województwie.
1 stycznia 1958 do gromady Bejsce przyłączono wsie Piotrkowice, Morawianki i Uściszowice ze zniesionej gromady Piotrkowice.
31 grudnia 1959 do gromady Bejsce przyłączono wsie Czyżowice, Królewice i Grodowice oraz parcelację Grodowice ze zniesionej gromady Czyżowice.
Gromada przetrwała do końca 1972 roku, czyli do kolejnej reformy gminnej. 1 stycznia 1973 reaktywowano gminę Bejsce.